# 青ヶ島村立図書館
青ヶ島村立図書館（あおがしまそんりつとしょかん）は、東京都青ヶ島村にある公立図書館。日本一人口が少ない自治体が設置する図書館である。蔵書数・貸出冊数などの実績は東京都内で最も低いが、住民1人当たりに換算すると、蔵書数は都内一となる。

## 利用案内
2020年（令和2年）3月31日現在、蔵書数は3,000冊で、うち児童資料は200冊、地域資料は700冊である。2016年（平成28年）時点では10,000冊を所蔵していた。図書のほかにビデオ80巻、DVD20枚を保有する。
雑誌の所蔵はなく、新聞は1種類のみ所蔵する。館長は兼任で、常勤職員1人で運営している。
館舎は図書武道館という名称で武道館と共同で利用していたが、2008年（平成20年）の改修工事により図書館単独の施設となった。館内は静かに過ごすことが求められる閲覧室（民具の展示室を兼ねる）と、会話をしても良い視聴覚室に分かれる。
東京都島嶼部には図書館のない村もある中で、青ヶ島村には図書館があり、移住情報サイトでアピールしている。開館日数は都内の図書館で最も少なく、図書館予算も最小である。予算が限られるため、リクエストを受けて図書を購入するのではなく、東京都立図書館の協力貸出制度の利用へ誘導を図っている。図書館1館あたりの蔵書数や人口は都内で最も少ないが、住民1人当たりの蔵書数は都内で最も多い。
- 開館時間：8時30分から17時15分まで
  - 12時から13時までは休館。
- 休館日：土曜日、日曜日、祝日
- 貸出制限：青ヶ島村内に住所を有し、かつ、確実な保証人がある者[23]
- 貸出可能点数：5点[24]
- 貸出可能期間：3週間[24]

## 歴史
1978年（昭和53年）7月28日に青ヶ島村立図書館設置条例が制定され、即日公布・施行された。同条例の附則に同年7月1日から適用するとあり、条例制定前より開館していた。一方、条例と同日に制定された青ヶ島村立図書館館則（昭和53年7月28日青ヶ島村教委規則第4号）の附則に同年8月1日から施行するとあり、実際に村民が利用できるようになったのは8月からである。
2007年（平成19年）10月より改修のため休館に入った。休館中は図書閲覧・貸し出しは休止し、おじゃれセンターへの新聞・パンフレットの設置と東京都立図書館の協力貸出で代用した。
2008年（平成20年）5月12日から5月25日まで、休館中の図書館で「アホウドリ化石展」を開催した。ここで展示したアホウドリの化石は、青ヶ島ヘリポート建設中に発見され、国立科学博物館が所有するものである。同年8月1日、改修を終えて再開館した。改修後の図書館は、旧図書館部分を閲覧室や民具の展示室、旧武道場を視聴覚室（読み聞かせや談話など会話ができる部屋）、旧教育委員会を係員室とした。運営面では東京都立図書館などの助言により開館中は職員を常駐させるようにし、「試行期間」として毎月開館時間や利用方法を変えるという実験を開始した。この再開時点では蔵書整理中で、図書館ボランティアの協力を得ながら図書に日本十進分類法に沿ったラベルを貼付して配架し、コンピュータによる蔵書管理・貸し出しを進めた。2009年（平成21年）3月より開館時間を15時から17時10分に固定した。試行期間中の午前の利用者が極めて少なかったことから、午後のみの開館となった。
2010年（平成22年）1月より休館日を土曜日とし、4月より土曜日に加え隔週で日曜日を休館とした。同年5月、高津勉から寄贈を受けた、昭和30年代（1955年 - 1964年）の写真など青ヶ島に関わる資料を展示する「高津勉氏寄贈コーナー」を設置した。2015年（平成27年）12月より、館内トイレの使用不能を理由としてすべての日曜日を休館にした。
2017年（平成29年）11月1日より開館時間を15時から19時に変更した。2018年（平成30年）2月に工事のために臨時休館に入り、代替施設として青ヶ島村立青ヶ島小中学校図書室を開放した。同年4月16日に再開した。同年6月、開館時間を8時30分から19時に延長し、10月15日より閉館時間を18時までに、11月16日より17時15分までに短縮した。
2020年（令和2年）4月1日より6月30日まで、新型コロナウイルス感染症対策のため休館した。